# Equipes Virtuais
Equipes Virtuais são profissionais que trabalham juntos a distância por meio da internet e de outros recursos de comunicação eletrônica, para que possam atingir seus objetivos comuns. Elas são apresentadas pelo meio online, onde os membros da equipe utilizam diversas ferramentas como videoconferências, correios eletrônicos e até mesmo redes sociais. Geralmente, os participantes das reuniões virtuais estão vendo o mesmo tema ou assunto, onde há uma maior flexibilidade por parte desses participantes e assim, há uma maior rapidez na tomada de decisão.
Anne Powell e Gabriele Piccoli definem equipes virtuais como "grupos de trabalhadores geograficamente dispersos reunidos por tecnologia de informação para realizar uma ou mais tarefas organizacionais".
Essa definição foi ampliada por Ale Ebrahim, o qual adicionou que as equipes virtuais são geralmente pequenos grupos temporários, que consistem em "Knowledge workers".
Membros de equipes virtuais se comunicam eletronicamente e podem até nunca se encontrar face a face. Isto tornou-se possíveis graças a proliferação de tecnologia de fibra óptica que aumentou significativamente a possibilidade de comunicações com um custo menor. Equipes virtuais permitem às empresas adquirir os melhores talentos sem restrições geográficas.

## Fatores críticos para a gestão de equipes virtuais
As tarefas de gerenciamento de equipes virtuais se enquadram em três grandes tarefas categorias. Estas categorias incluem: Iniciação, execução/gerenciamento do desempenho/ desenvolvimento da equipe e encerramento. Frente a estas categorias chegam aos seguintes fatores críticos para a gestão de equipes virtuais, destacando que estes possuem grande inter-relação entre eles:
- Seleção da melhor estratégia de liderança;
- Utilização efetiva de ferramentas de informação e comunicação;
- Gerenciamento da comunicação;
- Construção da confiança;
- Controle e supervisão.

## Vantagens e desvantagens do uso de equipes virtuais
As vantagens e as desvantagens do uso de equipes virtuais é possível identificar a existência de alguns tópicos relativos ao modo como as comunicações ocorrem em EVPs, tais como melhoria na disseminação da informação, de um lado, e ausência ou indisponibilidade de relatórios de acompanhamento, de outro.
| Vantagens                                                                                          | Desvantagens                                                                                   |
| -------------------------------------------------------------------------------------------------- | ---------------------------------------------------------------------------------------------- |
| Vantagens competitivas, pois aumenta e melhora a satisfação do cliente.                            | Possibilidade de haver uma comunicação ineficaz, na ausência de comunicação presencial.        |
| Maior flexibilidade no horário de trabalho para os funcionários.                                   | Estrutura inadequada.                                                                          |
| Possibilidade de fácil expansão da força de trabalho.                                              | Resistência à natureza não estruturada de equipes.                                             |
| Melhoria na disseminação da informação.                                                            | Necessidade de outros membros.                                                                 |
| Compartilhamento de conhecimento dentro da organização.                                            | Conflitos muitas vezes invisíveis e complexos.                                                 |
| Criação de oportunidades para os funcionários em escritórios remotos.                              | Dificuldade na manutenção do controle de qualidade.                                            |
| Flexibilidade na alocação de recursos e no agendamento de trabalho.                                | Alguns membros podem não estar psicologicamente aptos para participarem de equipes virtuais.   |
| Aceleração do desenvolvimento de produtos e do gerenciamento de projetos.                          | Dificuldade na supervisão, monitoramento e gerenciamento de desempenho.                        |
| Melhoria de processos de negócios e interações inter funcionais e multidivisionais nas empresas.   | Exigência no gerenciamento de múltiplos fusos horários, de diferentes culturas e idiomas.      |
| Estimulação da criatividade e da inovação provavelmente devido à diversidade da força de trabalho. | Exigência do desenvolvimento de habilidades de cada membro para trabalhar em equipes virtuais. |

## Tipos de Equipes Virtuais
- Equipes de rede

- Equipes paralelas

- Equipes de projeto ou desenvolvimento de produtos

- Equipes de trabalho ou produção

- Equipes de serviço

### Equipes de Rede
As equipes de rede tem como principal objetivo agregar membros externos a organização, como por exemplo um especialista autônomo. Uma empresa pode ir atrás de algum engenheiro ou arquiteto por exemplo, para participar de algum projeto da organização. Geralmente, são formadas para discutir um tópico especifico.

### Equipes Paralelas
As equipes paralelas, são encarregadas de “realizar missões, tarefa ou funções que a empresa não deseja ou não está preparada para desempenhar”. O tempo de atuação desse tipo de equipe é a curto prazo, onde elas procuram resolver casos internos e externos a organização de assuntos ou objetivos específicos.

### Equipes de Projeto ou Desenvolvimento de produtos
Equipes de projeto, destinam-se especificamente ao desenvolvimento de novos produtos e processos dentro da organização, buscando novos clientes e melhores fornecedores. As equipes de desenvolvimento, possuem o poder de adicionar ou remover um membro da equipe a qualquer momento. A diferença em relação as equipes paralelas, é que as equipes de projeto podem tomar decisões, não precisam apenas passar recomendações.

### Equipes de trabalho ou Produção
São as equipes de rotina de dentro da organização, onde são divididas por departamentos. (departamento financeiro, marketing, operações, etc.)

### Equipes de Serviços
As equipes de serviço tem como principal foco a realização de serviços para a organização, como por exemplo atendimento ao cliente, atualização de rede, entre outros.